# Сперанский, Иван Степанович
Иван Степанович Сперанский (ок. 1810 — после 1880) — русский педагог, директор Нижегородского дворянского института, действительный статский советник.

## Биография
Родился в семье священника Владимирской епархии Стефана Кирилловича Сперанского. В 1829 году после окончания Владимирской духовной семинарии поступил в Главный педагогический институт. По окончании курса в 1836 году был определён старшим учителем по русскому языку в петербургскую Ларинскую гимназию; в 1844—1849 годах был в ней инспектором.
Был переведён в Нижний Новгород, где с 26 июня 1849 года занимал должность директора Нижегородского дворянского института, которую оставил в 1862 году в связи с выслугой пенсии. Затем был инспектором классов (и членом Совета с 1867 года) Мариинского института благородных девиц. 
В 1852 году был награждён орденом Св. Анны 2-й степени, а в 1872 году — орденом Св. Владимира 4-й степени за 35 лет службы; с 24 декабря 1876 года состоял в чине действительного статского советника.
Кроме каменного дома в Нижнем Новгороде имел в Нижегородской губернии 150 десятин родовой земли жены. Сыновья: Александр (1855—?) и Николай (1858—?).